# آدولف شک
آدولف شک (به آلمانی: Adolf Scheck) (زاده ۲۷ فوریه ۱۹۵۱) کارآفرین، بازرگان و مدیر ارشد اجرایی آلمانی است، که در حال حاضر به‌عنوان مدیر عامل اجرایی شرکت ادکا فعالیت می‌کند.